# Елісед ап Гвілог
Елісед ап Гвілог (валл. Elisedd ap Gwylog, бл. 695 — бл. 755) — король Повіса (близько 710 — близько 755).
Елісед успадковував престол Повіса близько 710 року, ставши наступником свого батька Гвілога ап Белі. У перші роки його правління столицею Повіса було місто Дін-Бран, а в 717 році столицею стало місто Матравал.
Еліседу вдалося відвоювати у Мерсії східну частину Повіса. Кінг ап Каделл, правнук Еліседа, спорудив на честь прадіда кам'яний хрест з описом його заслуг. Зараз цей хрест, відомий як «Стовп Елісега», знаходиться недалеко від абатства Валле-Крукіс (поблизу міста Лланголлен).
Елісед помер близько 755 року. Трон успадковував його син Брохвайл ап Елісед.